# Вологі ліси Какети
Вологі ліси Какети (ідентифікатор WWF: NT0107) — неотропічний екорегіон тропічних та субтропічних вологих широколистяних лісів, розташований на північному заході Амазонії.

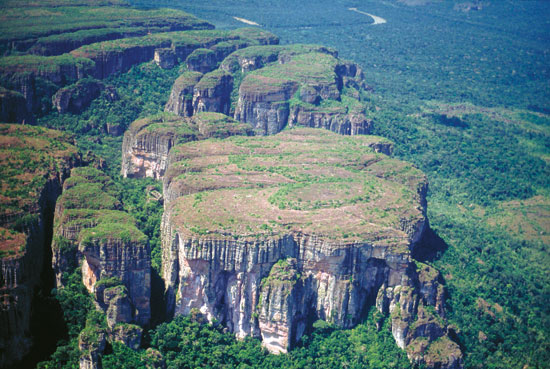
Ландшафт Серранії-де-Чірібікете

## Географія
Екорегіон вологих лісів Какети переважно розташований на сході Колумбії, на території департаментів Амасонас, Какета, Ваупес, Гуав'яре і Мета, а також у прилеглих районах на заході бразильського штату Амазонас. З заходу екорегіон обмежений Колумбійськими Андами, з північного сходу — річками Гуайнія або Ріу-Негру, Гуав'яре та Гуаяберо, а з півдня — річками Кагуан та Какета або Жапура. Всі ці річки стікають з Анд на схід і є частиною басейну Амазонки. Серед інших річок, що протікають територією регіону, слід відзначити Апапоріс та Ваупес.
З геологічної точки зору екорегіон розташований в межах стародавнього Гвіанського щита, породи якого є одними з найдавніших у Південній Америці. Однак, через численні й тривалі періоди осадонакопичення та низинний рельєф, ліси регіону флористично мають більшу спорідненість з лісами Амазонської низовини, ніж з лісами Гвіани. Тим не менш, вони є частиною перехідного регіону між цими флористичними провінціями.
Рельєф екорегіону переважно представлений алювіальними низовинами, височинними терасами та третинними осадовими рівнинами, що лежать на висоті від 100 до 300 м над рівнем моря. Подекуди над рівнинами підіймаються невисокі столові гори та плато, основу яких складають палеозойські пісковики Гвіанського щита. Найбільшими з них є масив Серранія-де-Чірібікете заввишки 840 м, а також гори Серро-Ісібукурі, Серро-Япобода та Серро-Араукуара. Ґрунти екорегіону неоднорідні: у деяких районах вони багаті на поживні речовини, а у деяких — ні.
В горах на заході вологі ліси Какети переходять у гірські ліси Кордильєри-Орієнталь, а в передгір'ях на північному заході — у сухі ліси Апуре та Вільявісенсіо. На північ від екорегіону поширені вологі ліси Негру та Бранку, на схід — вологі ліси Жапури, Солімойнсу та Негру, на південь — вологі ліси Солімойнсу та Жапури, а на південний захід — вологі ліси Напо. У долинах річок, що протікають через територію регіону, поширені заболочені варзейські ліси, які є частиною окремого екорегіону варзейських лісів Пурусу.

## Клімат
В межах екорегіону переважає екваторіальний клімат (Af за класифікацією кліматів Кеппена). Середньорічна температура коливається від 20 °C до 32 °C, залежно від висоти над рівнем моря та лісового покриву. Середньорічна кількість опадів тут є однією з найбільших в Амазонії: вона становить приблизно 3000 мм, а у окремі роки опадів може випадати до 4000 мм.

## Флора
Висока кількість опадів, різноманіття типів ґрунтів та форм рельєфу призводить до високого біорізноманіття екорегіону. Флористичне різноманіття регіону співставне з різноманіттям інших лісів Західної Амазонії, таких як ліси навколо Ікітоса в Перу та ліси Еквадорської Амазонії. Найпоширенішими деревами у лісах регіону є представники родин Бобові (Fabaceae), Сапотові (Sapotaceae), Лаврові (Lauraceae), Хрісобаланові (Chrysobalanaceae), Шовковицеві (Moraceae) та Лецитисові (Lecythidaceae). Науковці виявили в екорегіоні 15 типів рослинних угруповань, розподіл яких залежить від дренованості і родючості ґрунтів та від режиму затоплень.
В екорегіоні домінують три структурні типи лісів: високі ліси на добре дренованих ґрунтах, лісовий намет в яких розташований на висоті 24 м над землею, низькі ліси на погано дренованих ґрунтах, лісовий намет в яких розташований на висоті 10 м над землею, та постійно заболочені ліси, у яких переважають пальми, зокрема звивисті мавріції або пальми моріче (Mauritia flexuosa) заввишки 18 м. Щільність дерев варіюється від 32 м²/га у високих лісах до 27 м²/га у заболочених лісах та 17 м²/га у низьких лісах. Структура та видовий склад лісів залежить від кількості поживних речовин в ґрунті. У лісах, що ростуть на бідніших ґрунтах, зокрема у сезонно затоплюваних лісах ігапо, поширених у заплавах чорноводних річок, дерева, як правило, підтримують менше епіфітів, а підлісок менш густий.
В центрі екорегіону, між річками Апапоріс та Ярі знаходиться пісковикове плато Серранія-де-Чірібікете. Тут зустрічаються різні рослинні угруповання, зокрема савани, відкриті склерофітні чагарники та рідколісся заввишки до 5 м, низькорослі склерофільні ліси заввишки 7-8 м та середньовисотні ліси, закритий лісовий намет в яких розташований на висоті 15-22 м над землею.

## Фауна
Фауна регіону характеризується високим різноманіттям. Вона включає 189 видів ссавців та 469 видів птахів. Серед великих ссавців, поширених в лісах екорегіону, слід відзначити південноамериканського тапіра (Tapirus terrestris), звичайного пекарі (Tayassu pecari), ошийникового пекарі (Dicotyles tajacu), американську мазаму (Mazama americana), амазонійську мазаму (Mazama nemorivaga), білочереву коату (Ateles belzebuth), рудого ревуна (Alouatta seniculus), гігантську видру (Pteronura brasiliensis), велику капібару (Hydrochoeris hydrochaeris), бурогорлого лінивця (Bradypus variegatus) та південного двопалого лінивця (Choloepus didactylus), а також пуму (Puma concolor) та ягуара (Panthera onca), найбільших хижаків Амазонії. У річках регіону зустрічаються амазонські річкові дельфіни (Inia geoffrensis).
Серед менших ссавців, поширених в регіоні, слід відзначити звичайну шерстисту мавпу (Lagothrix lagothricha), нічну мавпу Спікса (Aotus vociferans), чубатого капуцина (Sapajus apella), саймірі Гумбольдта (Saimiri cassiquiarensis), чорного тіті (Cheracebus lugens), оцелота (Leopardus pardalis), маргая (Leopardus wiedii), ягуарунді (Herpailurus yagouaroundi), чагарникового пса (Speothos venaticus), тайру (Eira barbara), кінкажу (Potos flavus), ракуна-крабоїда (Procyon cancrivorus), амазонську носуху (Nasua nasua), неотропічну видру (Lontra longicaudis), амазонську ласицю (Neogale africana), низинну паку (Cuniculus paca), чорного агуті (Dasyprocta fuliginosa), зеленого акучі (Myoprocta pratti), неотропічну карликову вивірку (Sciurillus pusillus), південного опосума (Didelphis marsupialis), південного голохвостого броненосця (Cabassous unicinctus) та американського тамандуа (Tamandua tetradactyla). Майже ендемічними представниками екорегіону є чорноголові уакарі (Cacajao melanocephalus), тамарини Шварца (Saguinus inustus) та мечоноси Марінкелле (Lonchorhina marinkellei).
Серед поширених в екорегіоні птахів слід відзначити гоко (Nothocrax urumutum), амазонійського татаупу (Crypturellus variegatus), цятковану чачалаку (Ortalis guttata), коста-риканського голуба (Patagioenas subvinacea), гоацина (Opisthocomus hoazin), довгодзьобого ерміта (Phaethornis malaris), сірогрудого колібрі-шаблекрила (Campylopterus largipennis), буроголового колібрі-лісовичка (Thalurania furcata), чорногорлого колібрі-діаманта (Heliodoxa schreibersii), велику гарпію (Harpia harpyja), строкатохвостого канюка (Buteo albonotatus), амазонійську сплюшку (Megascops watsonii), амазонійського трогона (Trogon ramonianus), червонодзьобого тукана (Ramphastos tucanus), каштановошийого аракарі (Pteroglossus castanotis), чорноволу ятлу (Celeus torquatus), еквадорську якамару (Galbula tombacea), золотогорлого евбуко (Eubucco richardsoni), червоного ару (Ara macao), червоно-зеленого ару (Ara chloropterus), венесуельського амазона (Amazona amazonica), тринідадського амазона (Amazona ochrocephala), синьоголового папугу-червоногуза (Pionus menstruus), амазонійського сорокуша (Thamnophilus amazonicus), чорного кущовика (Neoctantes niger), перуанського кущівника-чубаня (Frederickena fulva), білощоку мурав'янку (Gymnopithys leucaspis), жовтоброву мурав'янку-прудкокрила (Hypocnemis hypoxantha), гаянську пигу (Lipaugus vociferans), амазонійського дереволаза-серподзьоба (Campylorhamphus procurvoides), лісового тиранця (Myiopagis gaimardii), оливкового ірличка (Piprites chloris), сіру планідеру (Rhytipterna simplex), амазонійського дрозда (Turdus hauxwelli), дроздового різжака (Campylorhynchus turdinus), амазонійського поплітника (Cantorchilus leucotis), жовтохвостого касика (Cacicus cela), іржасту коноту (Psarocolius angustifrons), золотолобу гутураму (Euphonia xanthogaster), великого саї (Chlorophanes spiza), пурпурову танагру-медоїда (Cyanerpes caeruleus), пурпурову тапірангу (Ramphocelus carbo) та блакитного цукриста (Dacnis cayana). Ендеміками екорегіону є золотисті колібрі-смарагди (Chlorostilbon olivaresi), поширені на плато Серранія-де-Чірібікете, а майже ендемічними його представниками — венесуельські кадуки (Myrmotherula cherriei), рудобокі мурав'янки-прудкокрили (Hypocnemis flavescens) та буроголові віреончики (Hylophilus brunneiceps).
Герпетофауна екорегіону включає різноманітних амфібій і плазунів. Серед поширених в регіоні змій слід відзначити зелену анаконду (Eunectes murinus), звичайного удава (Boa constrictor), кайсаку (Bothrops atrox) і південноамериканського бушмейстера (Lachesis muta), а серед ящірок — звичайну ігуану (Iguana iguana) та золотого тегу (Tupinambis teguixin).

## Збереження
Значна частина лісів у верхів'ях Ваупесу на заході екорегіону була вирубана та перетворена на пасовища, а частина лісів уздовж річок Ваупес та Апапорніс була перетворена на плантації коки (Erythroxylum coca). Основними загрозами для збереження природи регіону є вирубка лісів, а також вилов диких тварин.
Оцінка 2017 року показала, що 61 503 км², або 34 % екорегіону, є заповідними територіями. Природоохоронні території включають: Національний природний парк Тінігуа, Національний природний парк Сьєрра-де-Чірібікете, Національний природний парк Яйгохе-Апапоріс та Національний природний заповідник Нукак в Колумбії.